# Olietryk (litografi)
 For alternative betydninger, se Olietryk. (Se også artikler, som begynder med Olietryk)
Olietryk er en betegnelse for en vis slags farvelitografier, navnlig de næsten altid kunstforladte litografiske gengivelser af mere eller mindre berømte ældre og yngre kunstneres malerier, som navnlig en rørig tysk "kunstindustri" i sidste fjerdedel af 19. århundrede oversvømmede verden med. Olietryk er ganske almindelig litografisk fabriksarbejde, der ved forskellige og oftest ukunstneriske midler under og efter trykningen søger at fremkalde en overfladisk lighed med malede billeder. Maleriernes lærred gengives således tit ved et tegnet og ætset kanevasmønster på stenen, undertiden endda med originalernes penselstrøg efterlignede, og enkelte tykt pålagte farvepartier imiteres ved et svagt relief, som frembringes ved, at de færdige farvetryk presses mod en litografisk sten eller en zinkplade, hvori tilsvarende fordybninger er indgraveret eller ætset. Endelig slås imitationerne på blindramme, lakeres som virkelige oliemalerier og indrammes uden beskyttende glas. Olietryk-industrien er nu fortrængt af andre og mere kunstnerisk forsvarlige reproduktionsmetoder.